# Mickeyho klubík
Mickeyho klubík (v anglickém originále Mickey Mouse Clubhouse) je kanadský[zdroj?] animovaný seriál vhodný pro děti předškolního věku. Seriál byl vysílán od května 2006 do listopadu 2016.

## Postavy
- myšák Mickey – hlavní postava, v seriálu má vedoucí roli, a také působí jako vypravěč
- myška Minnie – kamarádka Mickey Mouse, nosící růžové šaty a mašli na hlavě, působí velmi roztomilým dojmem
- kačer Donald – špatně a nesrozumitelně mluvící postava, typicky je to nešika, což však nerad přiznává a také je i trochu egoistický
- Daisy – kamarádka Donalda
- Goofy – Hubený, vysoký, a velmi srandovní, jeho typické vlastnosti jsou přátelskost a neohrabanost
- pes Pluto –
- Ouško (angl. Toodles) – mechanický stroj, připomínající hodiny s ušima, který v případě nutnosti všem dodává potřebné věci

Další postavy
- Clarabelle – kráva, chovající slepice, často ráda vypomůže
- Pete – lehce záporná postava, která někdy dělá ostatním nepříjemnosti, a také prodejce, prodávající věci
- profesor Ludwig von Drake (česky Čvachta) – jde o profesora pracujícího na různých zlepšovácích
- Chip 'n' Dale
- obr Willy
- Kocour Figaro

Každá epizoda začíná příchodem myšáka Mickeyho, který nejdříve musí vyslovit tři slova (Myška, muška, Mickey Mouse) aby se za ním objevil Mickeyho klubík. Poté následuje krátké objasnění, co se bude tento den dělat a poté jde Mickey za Ouškem, což je takový kulatý, ušatý budík, aby zjistil, jaké věci se budou ten den hodit, zpravidla jde o 4 věci, z nichž je jedna tajná. A dále seriál přechází k samotnému ději, kdy se řeší jednoduché záležitosti, či problémy, při jejichž řešení se nevtíravou formou pro sledovatele, vštěpují jednoduché vědomosti, jako jsou třeba barvy, či počítání a často také dochází k přímému oslovování diváka, které má vyvolat dojem jeho zúčastněnosti. Během řešení různých situací je také opakovaně přivoláván mechanický létající budík Ouško, který nabízí potřebné věci, z nichž postavy vybírají, co se jim zrovna hodí. Obvykle v každé epizodě postavy také zpívají.

## Série
| Série | Série | Epizody | Premiéra v USA    | Premiéra v USA    | Premiéra v ČR  | Premiéra v ČR |
| Série | Série | Epizody | Premiéra série    | Finále série      | Premiéra série | Finále série  |
| ----- | ----- | ------- | ----------------- | ----------------- | -------------- | ------------- |
|       | 1     | 27      | 5. května 2006    | 2. února 2007     | 2006           | bude oznámeno |
|       | 2     | 40      | 26. ledna 2008    | 12. prosince 2009 | bude oznámeno  | bude oznámeno |
|       | 3     | 32      | 19. června 2010   | 12. září 2011     | bude oznámeno  | bude oznámeno |
|       | 4     | 26      | 5. listopadu 2012 | 6. listopadu 2016 | bude oznámeno  | bude oznámeno |

## Seznam dílů

### 1. série
2006–2007
1. Daisiny ovečky (Daisy Bo-Peep)
2. Překvapení pro Minnie (A Surprise for Minnie)
3. Goofyho ptáčátko (Goofy's Bird)
4. Donaldův závod balónů (Donald's Big Balloon Race)
5. Plutův míček (Pluto's Ball)
6. Donald a stonek fazole (Donald and the Beanstalk)
7. Mickey na rybách (Mickey Goes Fishing)
8. Goofy na Marsu (Goofy on Mars)
9. Zakletý princ Donald (Donald the Frog Prince)
10. Minnie má narozeniny (Minnie's Birthday)
11. Daisyn taneček (Daisy's Dance)
12. Mickeyho Halloween (Mickey's Treat)
13. Schovávaná s Donaldem (Mickey-Go-Seek)
14. Plutův psí šampionát (Pluto's Best)
15. Mickeyho poklad (Mickey's Treasure Hunt)
16. Daisy v oblacích (Daisy in the Sky)
17. Červená Karkulka Minnie (Minnie Red Riding Hood)
18. Hlídání štěněte s Plutem (Pluto's Puppy-Sitting Adventure)
19. Kouzelník Goofy (Goofy the Great)
20. Donaldův ztracený lev (Donald's Lost Lion)
21. Mickey zachraňuje Santu (Mickey Saves Santa)
22. Doktorka Daisy (Doctor Daisy, M.D.)
23. Mickeyho barevné dobrodružství (Mickey's Color Adventure)
24. Šípková Růženka Minnie (Sleeping Minnie)
25. Donaldova škytavka (Donald's Hiccups)
26. Mickey Mouse Clubhouse 1: Mickey's Great Clubhouse Hunt
27. Goofyho mini zoo (Goofy's Petting Zoo)

### 2. série
2008–2009
1. Smím prosit, Goofy (Fancy Dancin' Goofy)
2. Mickeyho pomocníčci (Mickey's Handy Helpers)
3. Kutil Goofy (Goofy the Homemaker)
4. Goofy batoletem (Goofy Baby)
5. Minnie pořádá piknik (Minnie's Picnic)
6. Goofy na překážkové dráze (Goofy in Training)
7. Mickey a taneční festival
8. Daisy a domácí mazlíčci (Daisy's Pet Project)
9. Clarabellin zábavní park
10. Goofyho čapka (Goofy's Hat)
11. Mickey honákem (Mickey's Round Up)
12. Mickeyho obrovská fuška
13. Zvláštní zásilka pro Donalda (Donald's Special Delivery)
14. Plutova bublinková koupel (Pluto's Bubble Bath)
15. Mickey a Minnie na safari v džungli (Mickey and Minnie's Jungle Safari)
16. Tajná agentka Daisy (Secret Spy Daisy)
17. Mickeyho výstava umění (Mickey's Art Show)
18. Mickey táborníkem (Mickey's Camp Out)
19. Minnie řeší záhadu (Minnie's Mystery)
20. Mickeyho kometa
21. Rytíř Goofylot (Sir Goofs-a-Lot)
22. Záchranářský pes Pluto (Pluto to the Rescue!)
23. Mickeyho den hloupostí
24. Mickeyho Den děkování (Mickey's Thanks a Bunch Day)
25. Minnie a duha (Minnie's Rainbow)
26. Donald na měsíci
27. Mickeyho pátrací tým
28. Clarabellin klubíkový muzikál (Clarabelle's Clubhouse Mooo-sical)
29. Mickeyho zpráva z Marsu (Mickey's Message from Mars)
30. Petova havajská oslava (Pete's Beach Blanket Luau)
31. Minnie a včelka
32. Plutův kamarád na hraní
33. Donaldovy kachny
34. Goofyho kokosová opička
35. Mickey a kouzelné vejce
36. Šestinásobný Goofy
37. Goofyho superpřání
38. Mickeyho velké překvapení
39. Mickeyho klubíkový vláček

### 3. série
2010–2011
1. Mickeyho nádražíčko
2. Goofyho goofbot
3. Mickeyho jarní překvapení
4. Supergoofův superkvíz
5. Donald z pouště
6. Všechno nejlepší, ouško!
7. Goofyho magický mišmaš
8. Plutova dinosauří kamarádka
9. Minniin večírek v pyžámkách
10. Mickeyho silniční rallye (první část)
11. Mickeyho silniční rallye (druhá část)
12. Donald džinem
13. Daisin luční koník
14. Mickeyho myškacviky
15. Mickeyho průvod mrňousků
16. Minniin myškakalendář
17. Pluto na stopě
18. Butik myšky Minnie
19. Maškarní myšky Minnie
20. Goofyho obří dobrodružství
21. Donaldův klubík
22. Marťánek Mickey
23. Mickeyho rybí dobrodružství
24. Mickeyho kosmické dobrodružství (první část)
25. Mickeyho kosmické dobrodružství (druhá část)
26. Mickeyho pátrači
27. Goofy je fuč
28. Goofy hlídá batolata
29. Plutova pohádka
30. Goofyho myškamyslič
31. Minnie a Daisy dělají deštík
32. Princ Pete na hrášku
33. Rozkaz, kapitáne Mickey!
34. Donald hlídá vejce
35. Zlaté pípí

### 4. série
2012–2016
1. Mickey a Donald na farmě
2. Křišťálový Mickey
3. Dlouhovláska Daisy
4. Mickeyho veselý den na farmě
5. Speciál o myšce Minnie: Čaroděj ze země Dizz (1/2)
6. Speciál o myšce Minnie: Čaroděj ze země Dizz (2/2)
7. Mickeyho záhada
8. Speciál o myšce Minnie: Salon pro mazlíčky
9. Speciál o myšce Minnie: Minnie-pelka
10. Mickeyho soutěž kapel
11. Donald junior
12. Podvodní kapitán Mickey
13. Mickey má narozeniny
14. Cesta kolem klubíkového světa
15. Mickeyho myškamíč
16. Donaldův zbrusu nový klubík
17. Dobrodružství myškostrojíku
18. Goofyho mobilní občerstvení
19. Hej, ouško!
20. Mickeyho sportovní den
21. Speciál o myšce Minnie: Čajový dýchánek marťanky Minnie
22. Speciál o myšce Minnie: Superhvězdička Minnie

### 5. série
2017